# 镜优翔
镜优翔（日语：／ Kagami Yūka，2001年9月14日—），日本女子摔跤运动员。她曾代表日本参加世界摔跤锦标赛，获得一枚铜牌。她也曾参加2018年夏季青年奥林匹克运动会。
2024年8月11日，巴黎奥运会摔跤女子自由式76公斤级比赛，镜优翔以3-1战胜美国选手肯妮迪·布莱兹，获得2024年巴黎奥运会摔跤女子自由式76公斤级冠军。